# توني وليامز (لاعب كرة سلة)
توني وليامز (21 يونيو 1978 بلويفيل في الولايات المتحدة - ) (بالإنجليزية: Tony Williams)‏ هو لاعب كرة سلة أمريكي في مركز هجوم قوي الجسم. لعب مع نادي كارشياكا لكرة السلة.

## وصلات خارجية
- توني وليامز على موقع كرة السلة الأوروبية.كوم (الإنجليزية)
- توني وليامز على موقع كلية كرة السلة في سبورتس رفرنس.كوم (الإنجليزية)
- توني وليامز على موقع ريلجم (الإنجليزية)
- توني وليامز على موقع بروبوليرز (الإنجليزية)
- توني وليامز على موقع سبورتس رفرنس (الإنجليزية)